# 全国リボーン側溝工業会
全国リボーン側溝工業会（ぜんこくリボーンそっこうこうぎょうかい）は、騒音解消を目的とし、側溝本体の蓋受部と側溝蓋の接触部を互いに曲面にしたコンクリート製側溝を製造販売する企業による業界団体である。